# Yandex Music
Yandex Music – rosyjski serwis oferujący dostęp do muzyki, należący do korporacji Yandex. Jest dostępny w Rosji, Kazachstanie, Armenii, Azerbejdżanie, Tadżykistanie, Turkmenistanie, Uzbekistanie, Gruzji, Mołdawii, Kirgistanie oraz na Białorusi. Platforma została uruchomiona w 2010 roku.